# Al-Mayadin
al-Mayadin (arabiska الميادين) är en stad i östra Syrien vid floden Eufrat. Den är en av de största städerna i provinsen Dayr az-Zawr och hade 44 028 invånare vid folkräkningen 2004.